# ANGPT2
ANGPT2 (англ. Angiopoietin 2) – білок, який кодується однойменним геном, розташованим у людей на короткому плечі 8-ї хромосоми. Довжина поліпептидного ланцюга білка становить 496 амінокислот, а молекулярна маса — 56 919.
| 10         |  | 20         |  | 30         |  | 40         |  | 50         |
| ---------- |  | ---------- |  | ---------- |  | ---------- |  | ---------- |
| MWQIVFFTLS |  | CDLVLAAAYN |  | NFRKSMDSIG |  | KKQYQVQHGS |  | CSYTFLLPEM |
| DNCRSSSSPY |  | VSNAVQRDAP |  | LEYDDSVQRL |  | QVLENIMENN |  | TQWLMKLENY |
| IQDNMKKEMV |  | EIQQNAVQNQ |  | TAVMIEIGTN |  | LLNQTAEQTR |  | KLTDVEAQVL |
| NQTTRLELQL |  | LEHSLSTNKL |  | EKQILDQTSE |  | INKLQDKNSF |  | LEKKVLAMED |
| KHIIQLQSIK |  | EEKDQLQVLV |  | SKQNSIIEEL |  | EKKIVTATVN |  | NSVLQKQQHD |
| LMETVNNLLT |  | MMSTSNSAKD |  | PTVAKEEQIS |  | FRDCAEVFKS |  | GHTTNGIYTL |
| TFPNSTEEIK |  | AYCDMEAGGG |  | GWTIIQRRED |  | GSVDFQRTWK |  | EYKVGFGNPS |
| GEYWLGNEFV |  | SQLTNQQRYV |  | LKIHLKDWEG |  | NEAYSLYEHF |  | YLSSEELNYR |
| IHLKGLTGTA |  | GKISSISQPG |  | NDFSTKDGDN |  | DKCICKCSQM |  | LTGGWWFDAC |
| GPSNLNGMYY |  | PQRQNTNKFN |  | GIKWYYWKGS |  | GYSLKATTMM |  | IRPADF     |

A: Аланін

C: Цистеїн

D: Аспарагінова кислота

E: Глутамінова кислота

F: Фенілаланін

G: Гліцин

H: Гістидин

I: Ізолейцин

K: Лізин

L: Лейцин

M: Метіонін

N: Аспарагін

P: Пролін

Q: Глутамін

R: Аргінін

S: Серин

T: Треонін

V: Валін

W: Триптофан

Кодований геном білок за функцією належить до білків розвитку. 
Задіяний у таких біологічних процесах, як ангіогенез, диференціація клітин, альтернативний сплайсинг. 
Білок має сайт для зв'язування з іонами металів, іоном кальцію. 
Секретований назовні.